# Clay Knobloch
Henry Clay Knobloch (* 25. November 1839; † 19. Mai 1903 in Thibodaux, Louisiana) war ein US-amerikanischer Politiker. Zwischen 1884 und 1888 war er Vizegouverneur des Bundesstaates Louisiana.

## Werdegang
Über die Jugend und Schulausbildung von Clay Knobloch ist nichts überliefert. Nach einem Jurastudium und seiner Zulassung als Rechtsanwalt begann er in Thibodaux in diesem Beruf zu arbeiten. Während des Bürgerkrieges diente er im Heer der Konföderation. Politisch schloss er sich der Demokratischen Partei an.
1884 wurde Knobloch an der Seite von Samuel D. McEnery zum Vizegouverneur von Louisiana gewählt. Dieses Amt bekleidete er zwischen 1884 und 1888. Dabei war er Stellvertreter des Gouverneurs und Vorsitzender des Staatssenats. Im Jahr 1888 strebte er seine Wiederwahl an, unterlag aber in den Vorwahlen seiner Partei. Danach beschuldigte er den Staatssenator E. A. O’Sullivan, für seine Niederlage verantwortlich zu sein. Die beiden Politiker zerstritten sich und es kam 1889 fast zu einem Duell, das dann aber im letzten Moment abgesagt wurde. Am 19. Mai 1903 wurde Clay Knobloch in seiner Heimatstadt Thibodaux von einem Frisör namens James Cherault in angeblicher Notwehr erschossen.